# 米歇爾貝格山
48°25′48″N 16°17′20″E / 48.43000°N 16.28889°E

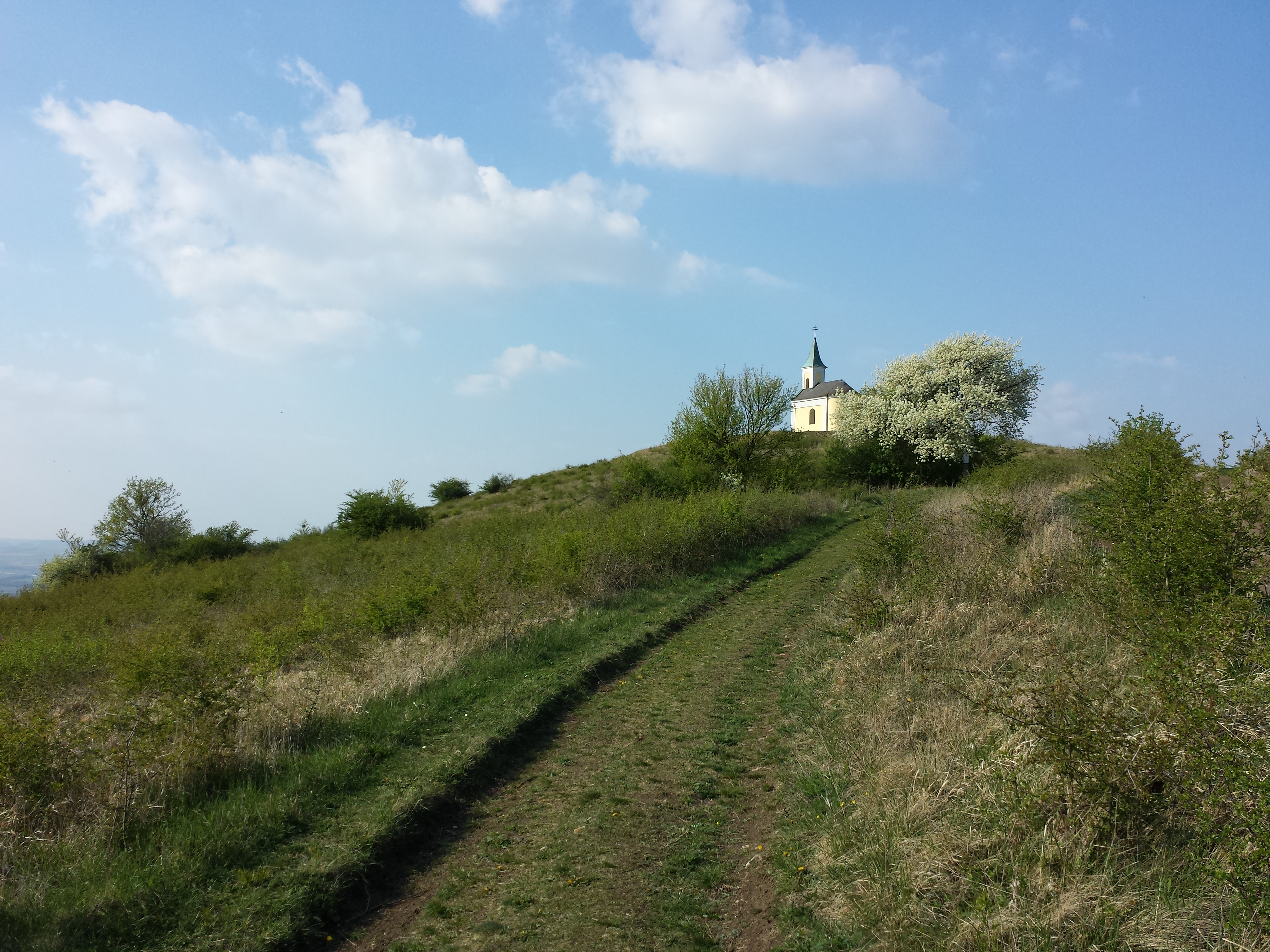

米歇爾貝格山（德語：Michelberg），是奧地利的山峰，位於該國東北部，由下奧地利州負責管轄，處於科爾新堡，海拔高度409米，每年平均降雨量904毫米。